# Груйешки окръг
Груйешки окръг (на полски: Powiat grójecki) е окръг в Централна Полша, Мазовско войводство. Заема площ от 1267,73 км2. Административен център е град Груйец.

## География
Окръгът обхваща земи от историческите области Мазовия и Малополша. Разположен е в югозападната част на войводството.

## Население
Населението на окръга възлиза на 98 643 души (2013 г.). Гъстотата е 78 души/км2.

## Административно деление
Административно окръгът е разделен на 10 общини.
Градско-селски общини:
- Община Варка
- Община Груйец
- Община Могелница
- Община Нове Място над Пилица

Селски общини:
- Община Блендов
- Община Гошчин
- Община Белск Дужи
- Община Пневи
- Община Хинов
- Община Яшенец

## Галерия
- Груйец
- Могелница
- Нове Място над Пилица
- Варка